# Limestone County (Texas)
 For alternative betydninger, se Limestone County. (Se også artikler, som begynder med Limestone County)
Limestone County er et county i den amerikanske delstat Texas beliggende i den østlige dele af delstaten. Limestone County grænser mod Navarro County i nord, Freestone County i nordøst, Leon County i sydøst, Robertson County i syd, Falls County i sydvest, McLennan County i vest og mod Hill County i nordvest.
Limestone Countys totale areal er 2 417 km² hvoraf 63 km² er vand. I år 2000 havde countyet 22.051 indbyggere og administrationscenteret ligger i byen Groesbeck.

## Byer
- Coolidge
- Groesbeck
- Kosse
- Mart
- Mexia
- Tehuacana
- Thornton

31°32′N 96°35′V / 31.54°N 96.58°V